# 黑田一成
黑田一成（1571年—1656年12月28日）是日本安土桃山時代至江戶時代前期武將。黑田氏家臣。黑田二十四騎和黑田八虎之一。父親是加藤重德。幼名玉松。通稱三左衛門。女兒是久野重時室。養子有黑田一任（久野重時的長男）。三奈木黑田家初代當主。官位是美作守。

## 生平
在元龜2年（1571年）於攝津伊丹（現今兵庫縣伊丹市）出生，家中次男，父親重德是荒木村重的家臣。
石山合戰時，黑田孝高為了說服反抗織田信長的村重而前往村重的居城有岡城，但是反而被捕並困進牢獄。此時重德對孝高照顧有加，孝高為了報答這個恩情，在有岡城之戰後村重戰敗並沒落後把一成收為自己的養子。於是一成就像孝高的兒子長政的弟弟一樣被養大。
初陣是天正12年（1584年）在和泉與根来眾、雜賀眾的一揆戰鬥的岸和田之戰。此後在四國征伐和九州征伐中亦有出陣，於耳川的戰鬥中討取了兩個首級而獲得知名度。在進入豐前時僅得80石，但是之後被加增至5千石。在進攻城井氏而敗走之際，自願擔任長政的影武者。在豐臣秀吉向朝鮮出兵（文祿慶長之役）時成為長政的先鋒隊，於金海城取得一番乘（率先攻入敵陣），在晉州城之戰、白川、西生浦的籠城、稷山之戰等戰鬥中相當活躍。在關原之戰中亦立下武功，於前哨戰木曾川合渡川之戰中取得敵人的首級，在關原本戰中取得石田三成的重臣蒲生將監的首級。因為黑田隊獲得這些戰功，長政被德川家康表揚為第一功勞者並賜予筑前（福岡藩）52萬3千石。
在進入筑前後，於三奈木（現今福岡縣朝倉市）建立居館並領有1萬6千2百石。因為居於三奈木而被稱為三奈木黑田家。馬印是白色的御幣。在寬永14年（1637年）的島原之亂中參加江戶幕府軍總大將松平信綱的軍議。藩士們都不是聽從黑田忠之的指揮，而是聽從一成。
明曆2年（1656年）11月13日死去。享年86歳。法名是睡鷗齋休江宗印居士。墓所在福岡市博多區的崇福寺和朝倉市三奈木的清岩寺（清岩禪寺）。一成的家系代代世襲福岡藩的大老職，直至明治為止都是黑田家的第一重臣家，在明治時代成為男爵並列入華族。

## 人物
- 體形非常肥大，是個身長6尺的巨漢。
- 面對著能以弓箭射裂鹿角並擁有無雙怪力的城井鎮房，向其射出卷藁。
- 穿著比長政更大的大水牛脇立兜，而且體形巨大，在關原之戰中因為太過顯眼而被狙撃。
- 在島原之亂中被總大將松平信綱邀請進行軍議並詢問意見，於是建議進攻敵人的兵糧。
- 能詠唱和歌和繪畫，著有『黑田長政記』。
- 重建了遭受島津氏和豐臣秀吉等兵火破壞的春日神社 (春日市)和美奈宜神社等，為重新建立領內的神社佛閣而努力。
- 在三奈木建立的清岩寺中，有横岳江雲和尚的讃的肖像畫。
- 許多研究者認為宮本武藏的父親新免無二曾經仕於一成（因為曾邀請新免宗貫（伊賀守）成為客將）。